# Caryatis
Caryatis é um género de traça pertencente à família Arctiidae.